# Han Pieck
Han Pieck (Schoorl, 23 augustus 1923 - Brazilië, 28 augustus 2010) was een Nederlands meubelontwerper, ondernemer en avonturier.
Han Pieck was de zoon uit het eerste huwelijk van de tekenaar en spion Henri (Han) Pieck, en een neef van diens tweelingbroer Anton Pieck. Hij groeide op in Amsterdam, waar hij de Kunstnijverheidsschool bezocht. Hij kreeg daar les van de architect en meubelontwerper Mart Stam.
Piecks eindexamenwerkstuk in 1946 zou ook zijn levenswerk worden: de nu klassieke stoel LaWo I. "LaWo" staat voor "laminated wood", een soort meubelplaat van hoogwaardig hout. De stoel bestaat uit één stuk gelamineerd hout.

Een Joodse ondernemer financierde de productie van duizend stoelen uit dankbaarheid voor Piecks hulp tijdens de bezetting.
In het verwoeste Nederland was geen grote markt voor zijn stoel, en Han Pieck ging met zijn compagnon Maarten van Raalte naar het Verenigd Koninkrijk. Daar werd hij bedrijfsleider in een meubelfabriek in Noord-Engeland. Daar ontwierp hij de Bambi-stoel, de eetkamervariant van de LaWo I. De fabriek ging echter failliet.
In 1951 vertrok Pieck naar Brazilië, waar hij onder andere een fotolaboratorium en een vakantiepark exploiteerde. Hij stichtte daar een tweede gezin.